# Жоакім Йомбі-Опанго
Жак-Жоакім Йомбі-Опанго (фр. Jacques Joachim Yhombi-Opango; 12 січня 1939 — 30 березня 2020) — конголезький генерал, державний і політичний діяч, президент Народної Республіки Конго та прем'єр-міністр Республіки Конго. Лідер партії Об'єднання за демократію та розвиток.

## Біографія

### Ранні роки
Народився та здобував початкову освіту у Форті-Руссе. 1957 року закінчив браззавільську Школу військової підготовки імені генерала Леклерка. До 1960 року проходив службу у французьких військах у Чаді. В 1960—1962 роках продовжував свою військову освіту у Франції. Закінчив Сен-Сір, отримавши звання лейтенанта.
Повернувшись до Конго 1963 року, командував армійським батальйоном. 1965 року очолив військову канцелярію президента Альфонса Массамба-Деба. На початку 1968 обіймав посаду військового аташе Конго в СРСР.

### Командувач армії
В липні-серпні 1968 року в результаті військового заколоту було повалено президента Массамба-Деба. Влада перейшла до Національної ради революції на чолі з Маріаном Нгуабі. Наприкінці року останнього проголосили президентом. Жоакім Йомбі-Опанго отримав у своє командування десантний батальйон. У вересні 1969 року його було призначено на пост начальника генерального штабу в ранзі командувача армії.
Йомбі-Опанго належав до найближчого оточення президента Нгуабі. Від моменту створення Конголезької партії праці (КПП) він був членом її Центрального комітету. Йомбі-Опанго вважали в марксистсько-ленінській КПП представником правого крила, втім він підтримував курс Нгуабі.
Як командувач армії він відіграв вирішальну роль у придушенні спроби перевороту 22 лютого 1972 року. Під його керівництвом було фактично ліквідовано ультралівий повстанський «Рух 22 лютого». В жовтні 1973 року президент Нгуабі усунув Йомбі-Опанго від посади командувача армії та призначив генеральним інспектором збройних сил. Від середини 1974 Йомбі-Опанго курирував оборону, безпеку, а також систему пошти й телекомунікацій. При цьому він перебував у постійній службовій конкуренції з Дені Сассу-Нгессо.

### Березнева криза 1977
У грудні 1975 року на позачерговому засіданні ЦК КПП Маріан Нгуабі оголосив курс на «радикалізацію революції». Йомбі-Опанго був виведений з партійного керівництва, знятий з посади генерального інспектора армії та переведений до дирекції Національної ради суспільних робіт, що було суттєвим пониженням. При цьому функції нагляду за обороною та безпекою перейшли до Сассу-Нгессо.
У країні зростало невдоволення, подібні ж настрої поширювались і в апараті, і в активі КПП. Політичні конфлікти відбувались на тлі економічних негараздів та посилення соціальної напруженості. За таких умов Жоакім Йомбі-Опанго ставав консолідованою постаттю опозиції. Становище максимально загострилось від початку березня 1977 року. 11 березня Йомбі-Опанго провів нараду групи функціонерів. Присутні констатували неадекватність президента й обговорили заходи щодо його нейтралізації. В той же час більшість із них виступали проти фізичного усунення Нгуабі.
13 березня президент Нгуабі в публічному виступі натякнув на замах, що на нього готується. 18 березня його було вбито групою Бартелемі Кікадіді під час відвідування генерального штабу, який до того часу очолював Сассу-Нгессо.

### Президентство
На момент убивства президента Йомбі-Опанго перебував в Овандо. Він негайно повернувся до Браззавіля й очолив Військовий комітет партії, що прийняв на себе всю повноту влади (його заступником став Сассу-Нгессо). Організатором змови та вбивства Нгуабі було оголошено колишнього президента Альфонса Массамба-Деба, розстріляного 25 березня.
3 квітня 1977 року, наступного дня після поховання Нгуабі, Жоакіма Йомбі-Опанго проголосили президентом Народної Республіки Конго. 6 квітня він склав присягу на посту глави держави. У своїй промові Йомбі-Опанго заявив про намір продовжувати «соціалістичне будівництво» за заповідями Маріана Нгуабі.
Президентство Жоакіма Йомбі-Опанго характеризувалось посиленням поліцейського режиму. Постійно діяла комендантська година. Під приводом розслідування «змови Массамба-Деба» було проведено низку арештів, на початку 1978 року було проведено показовий процес. Десятьох звинувачуваних із сорока двох було страчено. Серед репресованих опинився, зокрема, колишній прем'єр-міністр і майбутній президент Конго Паскаль Ліссуба — йому було винесено смертний вирок, що після протестів лідерів Франсафрики був замінений на довічне ув'язнення. В той же час безпосереднього виконавця вбивства Нгуабі, капітана Кікадіді, було вбито під час затримання, що остаточно затемнило картину змови. 1978 року відбулась нова серія арештів і готувався новий процес — за звинуваченням у змові проти самого Йомбі-Опанго.
Проводилась кампанія дисциплінування державного апарату. Фінансова політика спрямовувалась на жорстку економію з метою балансування бюджету. Посилювалась особиста влада президента. В січні 1978 року Йомбі-Опанго присвоїв собі — вперше в конголезькій армії — звання бригадного генерала. В подальшому радянські джерела критикували Йомбі-Опанго за демонстративну розкіш в особистому побуті.
При цьому відбулись зміни і в зовнішній політиці. Нормалізувались відносини з Францією, що були вкрай напруженими за правління Нгуабі, було відновлено дипломатичні відносини зі Сполученими Штатами.
В партійно-державному керівництві тривало протиборство між президентом Жоакімом Йомбі-Опанго й міністром оборони Денні Сассу-Нгессо. Міністр наполягав на поверненні ЦК КПП попередніх прерогатив, ще за життя Нгуабі переданих позастатутним і позаконституційним структурам. Поширювались листівки, що засуджували Йомбі-Опанго за корупцію та звинувачували в убивстві Нгуабі. Аналогічні звинувачення в неофіційному порядку висувались і Сасу-Нгессо.

### Відставка й арешт
5 лютого 1979 року президент був змушений скликати ЦК КПТ. Несподівано для себе він зіштовхнувся з ворожо налаштованою більшістю прибічників Сассу-Нгессо. Йомбі-Опанго склав президентські повноваження. 8 лютого президентом НРК було проголошено Денні Сассу-Нгессо.
14 березня 1979 року, усунутий від усіх посад Жоакіма Йомбі-Опанго, було без суду взято під домашній арешт. Його майно підлягало компенсації. Був звільнений у листопаді 1984 року, а в липні 1987 знову заарештований за звинуваченням у трайбалістській змові проти Сассу-Нгессо.

### Реабілітація
Від серпня 1990 року президент Сассу-Нгессо проголосив програму демократизації. Було звільнено політичних в'язнів, у тому числі Йомбі-Опанго. Він звернувся до суду з вимогою повернути конфісковане майно, позов було задоволено.
1991 року Національно-державна конференція ухвалила програму політичних реформ. Марксизм-ленінізм як державну ідеологію було скасовано, задекларовано перехід до багатопартійної демократії та ринкової економіки. Країні було повернуто назву Республіка Конго. Було політично та юридично реабілітовано колишніх президентів Фюльбера Юлу, Альфонса Массамба-Деба та Жоакіма Йомбі-Опанго. При цьому деякі делегати конференції покладали на Йомбі-Опанго й Сассу-Нгессо відповідальність за вбивство Нгуабі.

### Прем'єрство
Наприкінці 1990 року Йомбі-Опанго заснував партію Об'єднання за демократію та розвиток. У серпні 1992 року він балотувався на пост президента, втім зайняв лише шосте місце, виборовши 5 % голосів виборців.
Партія Йомбі-Опанго підтримала обраного президента Паскаля Ліссубу. Від 1993 до 1996 року Жоакім Йомбі-Опанго займав пост прем'єр-міністра та провадив ліберальну економічну політику. Саме за його врядування було проведено девальвацію конголезького франка, різко скоротились державні видатки. Дії Жоакіма Йомбі-Опанго на посту голови уряду були діаметрально протилежними до його ж діяльності в період правління КПП.

### В опозиції
1997 року в Конго спалахнула громадянська війна, в якій Йомбі-Опанго підтримував президента Ліссубу. Кількох близьких родичів Йомбі-Опанго було вбито бойовиками Сассу-Нгессо з ополчення «Кобри». Після поразки Ліссуби від військ Сассу-Нгессо, які підтримувала ангольська інтервенція, Йомбі-Опанго був змушений емігрувати в Габон, потім у Кот-д'Івуар і до Франції.
У грудні 2001 року Жоакім Йомбі-Опанго був заочно засуджений у Конго на 20 років позбавлення волі за звинуваченням у розкраданні коштів від продажу нафти (тоді ж до 30 років ув'язнення було заочно засуджено Ліссубу). Сам Йомбі-Опанго категорично заперечував свою провину.
Символічний жест примирення зробив президент Сассу-Нгессо 2004 року. За його дорученням радник президента генерал Окемба поклав квіти на могили родичів Йомбі-Опанго. На церемонії були присутніми дружина експрезидента Марі-Ноедь і син Жан-Жак, які спеціально прибули з Франції.
2007 року Йомбі-Опанго амністували. 2010 він повернувся до Конго та знову включився до опозиційної політичної діяльності.

### Смерть
Останні роки Жоакім Йомбі-Опанго регулярно лікувався у Франції. Помер у 81-річному віці. Смерть спіткала його в Американському шпиталі в Нейї-сюр-Сен, де Йомбі-Опанго лікувався від COVID-19. Про смерть оголосив Жан-Жак Йомбі-Опанго, офіційне підтвердження було озвучено на конголезькому телебаченні.